# Lotfollah Safi Golpaygani
Lotfollah Safi Golpaygani (Golpayegan, 20 februari 1919 – Qom, 1 februari 2022) was een Iraans ayatollah. Hij was de oudste Twaalver Sjiiet Marja' die in Iran woonde. Hij heeft gestudeerd in verschillende seminaries van Qom, onder leiding van grootayatollah Borujerdi (1875-1961). Hij gaf tot aan zijn dood nog les in het Seminarie van Qom. Golpaygani was een aanhanger van de islamitische revolutie in Iran en verkreeg in het Westen vooral bekendheid vanwege zijn fatwa in 2012 waarin hij opriep tot de dood van rapper Shahin Najafi wegens afvalligheid. In de periode 17 december 1980 tot 25 juli 1985 was hij de voorzitter van de Raad der Hoeders.
Golpaygani overleed op 1 februari 2022, een paar weken voor zijn 103e verjaardag, aan een hartstilstand.